# Randall Brenes
Randall Brenes Moya (* 13. August 1983 in Cartago) ist ein ehemaliger costa-ricanischer Fußballspieler.

## Sportlicher Werdegang
Brenes begann seine Karriere bei CS Cartaginés, wo er als Teenager in den Kader der in der Liga de Fútbol de Primera División antretenden Wettkampfmannschaft aufrückte. Hier reüssierte er als regelmäßiger Torschütze und avancierte 2005 zum costa-ricanischen Nationalspieler, als er ohne vorherigen Länderspieleinsatz für den CONCACAF Gold Cup 2005 nominiert wurde. Im zweiten Gruppenspiel debütierte er beim 3:1-Erfolg über Kuba, zu dem er zwei Tore beisteuerte. Damit etablierte er sich in der Startformation, ehe im Viertelfinale gegen Honduras das Aus kam.
Nach dem Turnier wechselte Brenes nach Europa, wo er sich dem FK Bodø/Glimt anschloss. Mit dem Klub stieg er als Schlusslicht der Spielzeit 2005 aus der Tippeligaen ab, nach zwei Spielzeiten in der zweiten Liga gelang jedoch der Wiederaufstieg. In der ersten Hälfte der Erstliga-Spielzeit 2008 kam er jedoch kaum zum Einsatz, so dass er an den Zweitligisten Kongsvinger IL verliehen wurde. Dort wusste er zu überzeugen und wurde Ende 2008 fest unter Vertrag genommen. In der Zweitliga-Saison 2009 erzielte er acht Tore und war damit am Wiederaufstieg des Klubs in die höchste Spielklasse entscheiden beteiligt.
Brenes kehrte jedoch Anfang 2010 zu CS Cartaginés zurück und gehörte in der Spielzeit 2010/11 zu den besten Torschützen der Meisterschaft. Damit kehrte er auch in die Nationalmannschaft zurück und gehörte beim CONCACAF Gold Cup 2011 zum Kader. Nachdem er in der Frühjahrsmeisterschaft der Spielzeit 2011/12 erneut zweistellig getroffen hatte, wechselte er im Februar 2012 erneut den Kontinent und spielte für FK Xəzər Lənkəran. Mit dem Klub wurde er in der Premyer Liqası Vizemeister hinter Neftçi Baku, kurze Zeit später wurde der Vertrag aufgehoben.
Nachdem Brenes kurzzeitig vereinslos war, kehrte er im Sommer 2012 abermals zu CS Cartaginés zurück. Parallel hielt er sich in der Nationalmannschaft, mit der er als Stammspieler bei der Copa Centroamericana 2013 den Titel gewann. Im folgenden Jahr gehörte er zum Kader bei der WM-Endrunde 2014. Unter Jorge Luis Pinto kam er zu drei Turniereinsätzen, unter anderem im Achtelfinale gegen Griechenland – dies war das letzte seiner 43 Länderspiele. Bei der Niederlage im Viertelfinale gegen die Niederlande im Elfmeterschießen saß er nur auf der Ersatzbank. Im Anschluss an das Turnier wechselte er auf Leihbasis erneut nach Norwegen, wo er eine Halbserie für den Erstligisten Sandnes Ulf auflief. 2018 beendete er bei CS Cartaginés seine Laufbahn.